# Biroella versteegi
Biroella versteegi is een rechtvleugelig insect uit de familie Morabidae. De wetenschappelijke naam van deze soort is voor het eerst geldig gepubliceerd in 1922 door Willemse.